# Heinz Stieger
Heinz Stieger (* 10. November 1917 in Egg; † 19. August 2008) war ein Schweizer Maler, Grafiker, Karikaturist und Illustrator.

## Leben
Im Alter von 17 Jahren meldete sich Heinz Stieger zur Fremdenlegion. Ende der 1930er Jahre kehrte er in die Schweiz zurück, wo er eine Fotografenlehre absolvierte. Nach weiteren Jahren im Ausland liess er sich 1950 endgültig in der Schweiz nieder und heiratete. Ebenfalls ab 1950 arbeitete er als freischaffender Illustrator. Er zeichnete Buchumschläge für Ex Libris und den Benziger Verlag, schuf Schallplattencover und Illustrationen für Publikationen wie Schweizer Spiegel, Schweizer Illustrierte und Züri-Leu.
Einen gewissen Bekanntheitsgrad erlangte er mit seinen Beiträgen in der Schweizer Satirezeitschrift Nebelspalter.
Stieger gestaltete auch eine Briefmarke mit dem Frankaturwert von 85 Rappen, die ab dem 9. Mai 2006 von der Schweizer Post ausgegeben wurde.
Neben seiner Laufbahn als Illustrator war Heinz Stieger auch als Maler tätig.

## Belege
1. ↑  Verband Schweizerischer Graphiker: Graphis. Amstutz and Herdeg. 1966, S. 176.
2. ↑  Kasperli auf Briefmarke 20min.ch

| Personendaten    | Personendaten                   |
| ---------------- | ------------------------------- |
| NAME             | Stieger, Heinz                  |
| KURZBESCHREIBUNG | Schweizer Illustrator und Maler |
| GEBURTSDATUM     | 10. November 1917               |
| GEBURTSORT       | Egg                             |
| STERBEDATUM      | 19. August 2008                 |